# Jan Henryk XVII Hochberg
Jan Henryk XVII (Hansel) Wilhelm Albert Edward hrabia von Hochberg, baron zu Fürstenstein, IV książę von Pless (ur. 2 lutego 1900 w Berlinie, zm. 26 stycznia 1984 w Londynie) – syn Jana Henryka XV von Pless i Marii Teresy Cornwallis-West, w czasie II wojny światowej w armii brytyjskiej w stopniu porucznika.

## Życiorys
Urodził się 2 lutego 1900 w Berlinie. Otrzymał imiona po przodkach Jan Henryk (niem. Hans Heinrich), w rodzinie był znany jako Hansel. Otrzymał staranne i dobre wychowanie. Nauczył się kilku języków, w tym języka polskiego. Do jego edukacji należało przygotowanie się do przejęcia w przyszłości obowiązków głowy rodu von Hochberg. W wieku 16 lat wstąpił jako ochotnik do regimentu swojego ojca i walczył na frontach I wojny światowej, między innymi na froncie galicyjskim i we Francji. Po wojnie studiował w Berlinie, gdzie uzyskał stopień doktora nauk prawnych. Wraz z żoną zamieszkał w Pszczynie (niem. Pless) w granicach II Rzeczypospolitej. Zajął się zarządzaniem dobrami ojca na Górnym Śląsku. Administrując dobrami toczył spory podatkowe z polskimi władzami. W czasie III powstania śląskiego dowodził grupą ochotników zwerbowanych przez ojca w ramach Selbstschutz Oberschlesiens, z którymi walczył przeciwko polskim powstańcom pod Górą Św. Anny. W 1929 objął przewodnictwo działającej na polskim Górnym Śląsku organizacji mniejszości niemieckiej – Volksbundu.
31 stycznia 1938 w Paryżu zmarł jego ojciec Jan Henryk XV Hochberg książę von Pless. Jan Henryk XVII został jego następcą. Otrzymał po ojcu dziedzictwo w bardzo złym stanie; w 1939 nad dobrami śląskimi ustanowiony został powiernik państwa niemieckiego. Mieszkał na stałe w Londynie i od czasu do czasu odwiedzał Książ. Starał się chronić własne interesy w sporze z rządem polskim. Jako Hans Heinrich XVII książę pszczyński zobowiązał się wypłacać swojej matce 2500 marek miesięcznie i zapewnić bezpłatne mieszkanie.
Podczas II wojny światowej przebywał w Anglii. Według danych MI5 należał do pronazistowskiej „grupy wywrotowej” obok m.in. J.F.C. Fullera i założyciela The Right Club Archibalda Ramsaya. Przeszedł trzyletnie internowanie. Traktowano go jako obywatela wrogiego państwa i przetrzymywano w więzieniu. Wypuszczono go dopiero po interwencji angielskich krewnych. Po zwolnieniu z więzienia został przyjęty jako ochotnik do armii brytyjskiej. Działał między innymi wśród członków tzw. Brytyjskich Oddziałów Samoobrony, powołanych do ochrony Anglii przed niemiecką inwazją i lotniczymi atakami. Uzbrojony w łopatę nosił mundur brytyjskiego żołnierza. Podczas bombardowania Londynu stracił swój majątek. Po wojnie jako Henry Pless mieszkał w Brighton i Londynie. Pracował w przemyśle drzewnym i budowlanym. Poświęcił się sprawom technicznym, ulepszając system elektrycznego osuszania drewna sprowadzanego z Kanady. Żył w skromnych warunkach. Nie utrzymywał kontaktów z bratem Aleksandrem, któremu zarzucał pozbawienie go należnego prawem majątku. Zmarł 26 stycznia 1984.

## Małżeństwa
4 grudnia 1924 poślubił w Dreźnie bawarską arystokratkę Marię Katarzynę von Berckheim, córkę hrabiego Klemensa Schönborn-Wiesentheid. Małżeństwo pozostało bezdzietne i rozwiązane za obopólną zgodą po zakończeniu II wojny światowej w 1952 roku.
27 lipca 1958 w Londynie zawarł związek małżeński z Mary Elizabeth Minchin, z którą rozwiódł się w 1971 roku. To małżeństwo również pozostało bezdzietne.